# Kirche von Råda

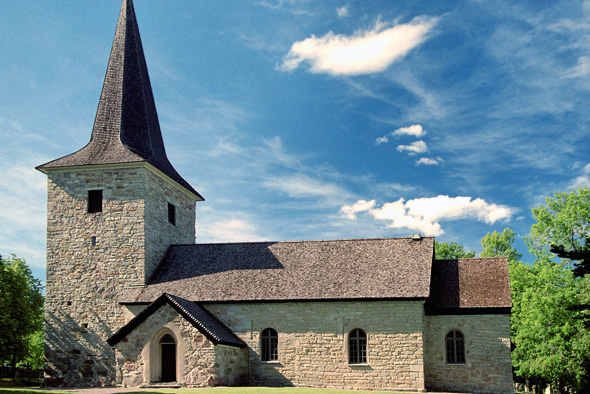

Die Kirche von Råda (Råda kyrka) liegt etwa vier Kilometer westlich der schwedischen Stadt Lidköping. 
Die Kirche, die ursprünglich aus dem zwölften Jahrhundert stammt, wurde im 13. und 15. Jahrhundert umgebaut und erweitert. Der Turm, die Sakristei und der Eingang stammen aus dem 15. Jahrhundert, in dem auch die flache Holzdecke durch die heutigen Gewölbe ersetzt wurde. Die Deckenmalereien wurden im Jahr 1632 ausgeführt. 
An der Außenseite der Kirche lässt sich deutlich ein alter, eingemauerter Runenstein erkennen.

## Galerie

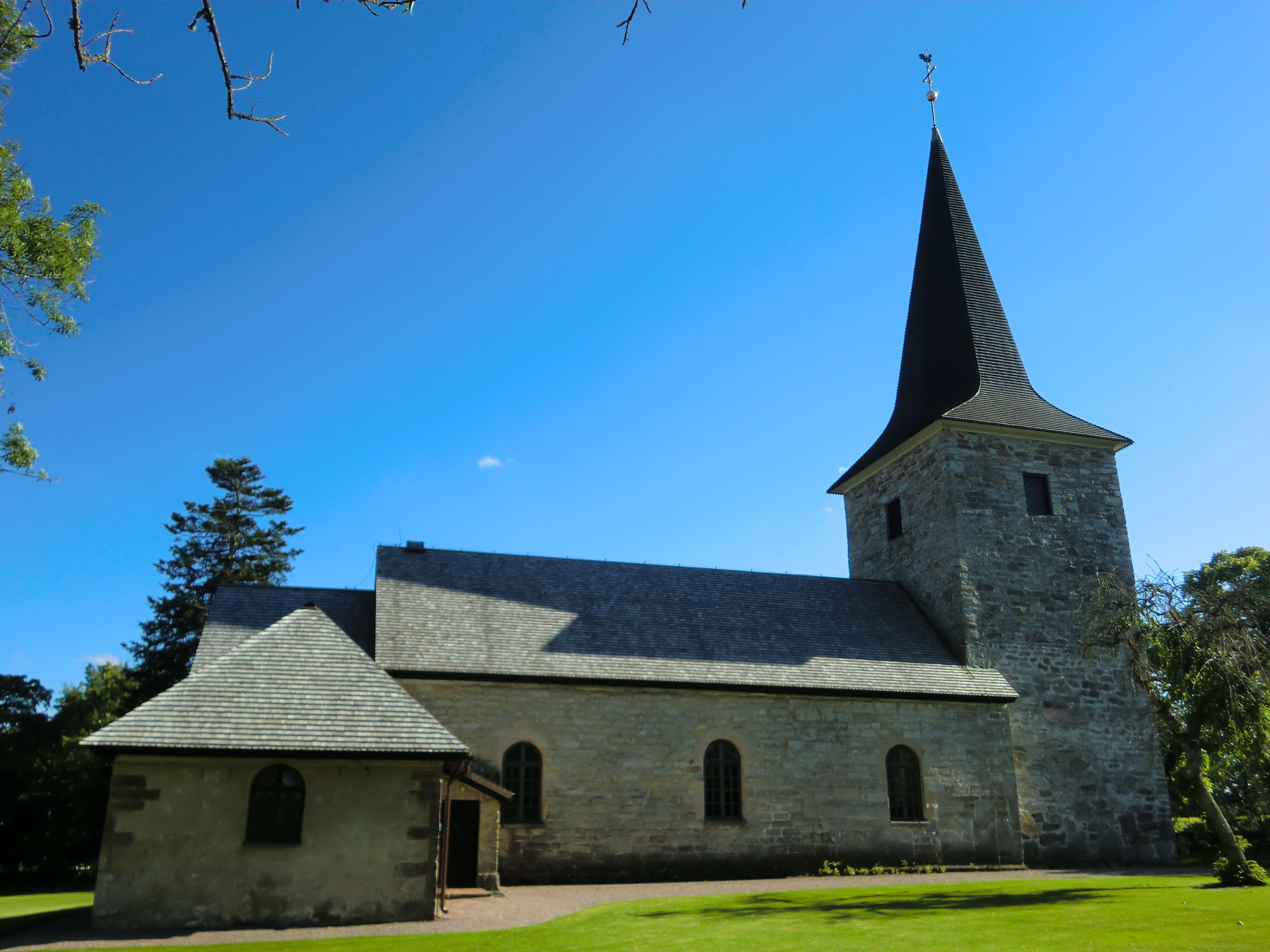
Råda kyrka, Ansicht vom Norden
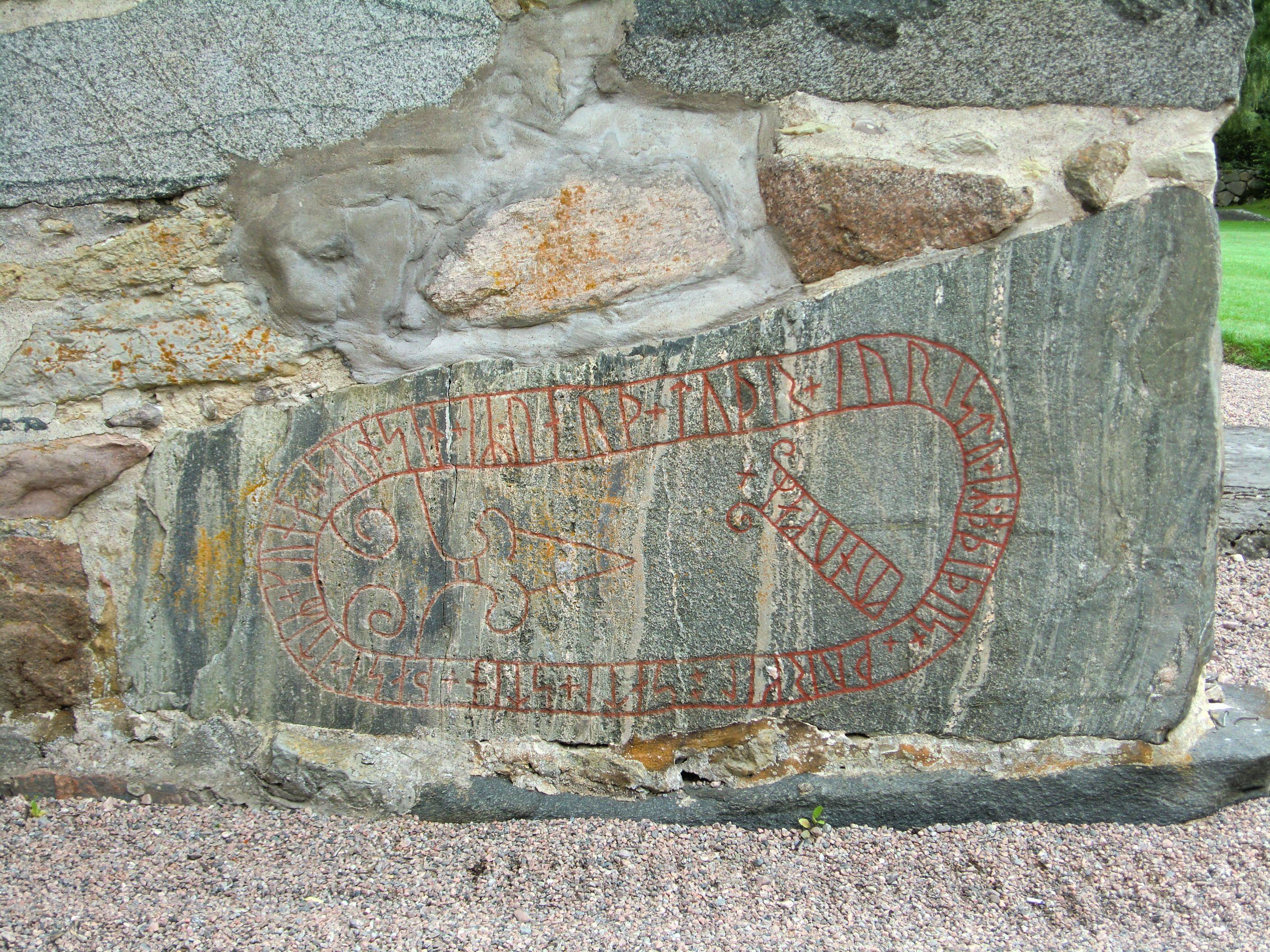
Runenstein Vg 40 eingemauert in der Kirchenwand
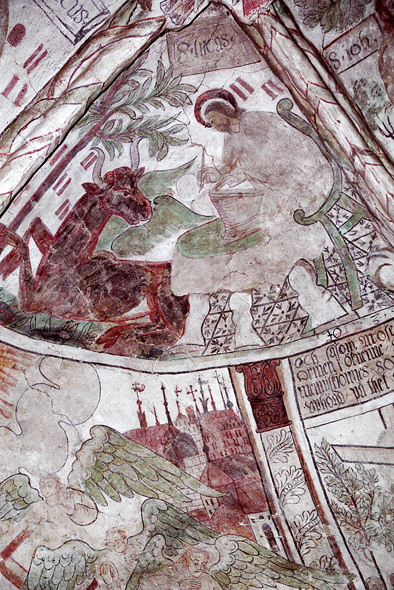
Deckenmalereien im Chor der Råda kyrka